# Irupi
Irupi là một đô thị thuộc bang Espírito Santo, Brasil. Đô thị này có diện tích 184,428 km², dân số năm 2007 là 10199 người, mật độ 55,3 người/km².